# Bobby Smith (cestista)
Robert Joseph Smith, detto Bobby (Charleston, 20 agosto 1937 – Naples, 24 ottobre 2020), è stato un cestista e allenatore di pallacanestro statunitense, professionista nella NBA e nella ABL.

## Carriera
Venne selezionato dai Minneapolis Lakers al terzo giro del Draft NBA 1959 (18ª scelta assoluta).

## Palmarès
- NCAA AP All-America Third Team (1969)